# بونتبنو
بونتبنو (Bontino) خودرویی است که در اتریش تولید شده‌است. است.